# Lasioglossum blackburni
Lasioglossum blackburni är en biart som först beskrevs av Cockerell 1910.  Lasioglossum blackburni ingår i släktet smalbin, och familjen vägbin. Inga underarter finns listade i Catalogue of Life.

## Bildgalleri

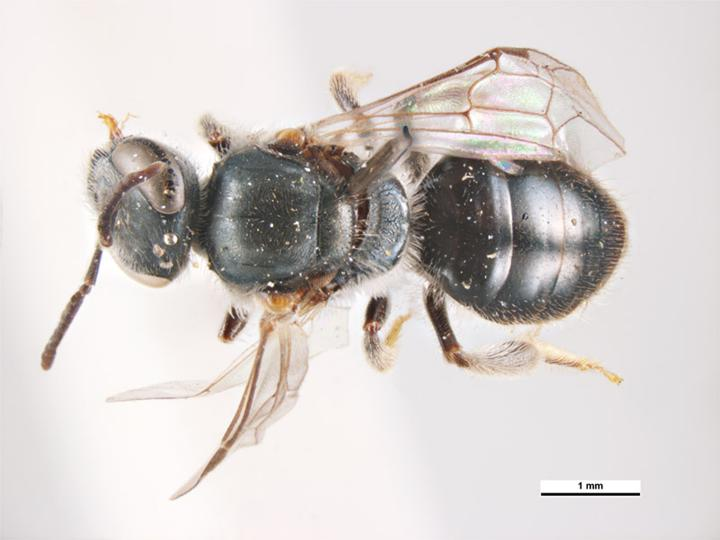
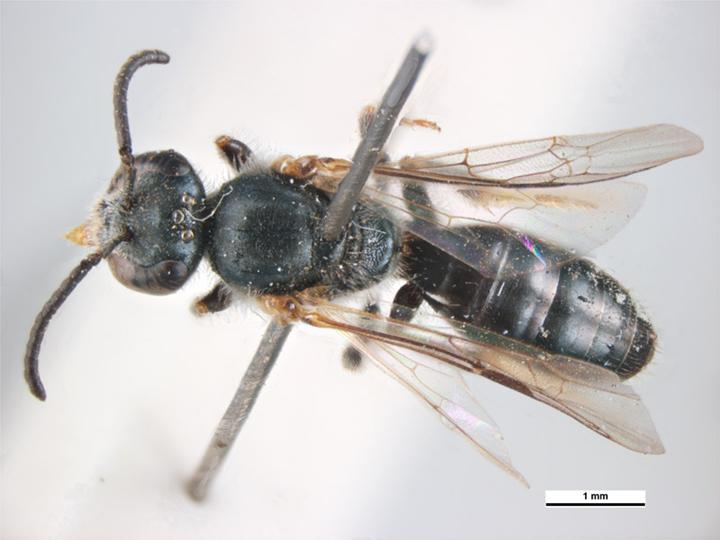